# Jackson Muleka
Jackson Muleka Kyanvubu (Lubumbashi, 4 de octubre de 1999) es un futbolista congoleño. Su posición es la de delantero y su club es el Konyaspor de la Superliga de Turquía.

## Trayectoria
El 8 de febrero de 2022 se hizo oficial su llegada al Kasımpaşa S. K. a préstamo hasta el final de temporada.
El 7 de julio de ese mismo año se hizo oficial su llegada al Beşiktaş J. K. firmando un contrato hasta 2027. Este equipo lo cedió en la temporada 2024-25 al Al-Kholood Club. Tras esa campaña volvió a Turquía y en agosto de 2025 firmó por dos años con el Konyaspor.

## Estadísticas

### Clubes
Actualizado al último partido jugado el 7 de noviembre de 2024.
| T. P. Mazembe República Democrática del Congo                                                                                      | 1.ª                 | 2017-18             | 0   | 0  | 1  | 0 | 8  | 2  | 9   | 2  | 0,00 |
| T. P. Mazembe República Democrática del Congo                                                                                      | 1.ª                 | 2018-19             | 0   | 0  | -  | - | 12 | 5  | 12  | 5  | 0,42 |
| T. P. Mazembe República Democrática del Congo                                                                                      | 1.ª                 | 2019-20             | 0   | 0  | -  | - | 10 | 7  | 10  | 7  | 0,70 |
| T. P. Mazembe República Democrática del Congo                                                                                      | Total               | Total               | 0   | 0  | 1  | 0 | 30 | 14 | 31  | 14 | 0,45 |
| Standard Lieja · Bélgica | 1.ª                 | 2020-21             | 23  | 9  | 5  | 3 | 5  | 0  | 33  | 12 | 0,36 |
| Standard Lieja · Bélgica | 1.ª                 | 2021-22             | 19  | 2  | 2  | 1 | -  | -  | 21  | 3  | 0,14 |
| Standard Lieja · Bélgica | Total               | Total               | 42  | 11 | 7  | 4 | 5  | 0  | 54  | 15 | 0,28 |
| Kasımpaşa S. K. Turquía | 1.ª                 | 2021-22             | 14  | 12 | -  | - | -  | -  | 14  | 12 | 0,86 |
| Kasımpaşa S. K. Turquía | Total               | Total               | 14  | 12 | 0  | 0 | 0  | 0  | 14  | 12 | 0,86 |
| Beşiktaş J. K. Turquía | 1.ª                 | 2022-23             | 29  | 5  | 3  | 1 | -  | -  | 32  | 6  | 0,17 |
| Beşiktaş J. K. Turquía | 1.ª                 | 2023-24             | 30  | 4  | 5  | 2 | 12 | 3  | 47  | 9  | 0,19 |
| Beşiktaş J. K. Turquía | 1.ª                 | 2024-25             | 1   | 0  | -  | - | -  | -  | 1   | 0  | 0    |
| Beşiktaş J. K. Turquía | Total               | Total               | 60  | 9  | 8  | 3 | 12 | 3  | 80  | 15 | 0,19 |
| Al-Kholood Arabia Saudita | 1.ª                 | 2024-25             | 10  | 1  | 1  | 0 | -  | -  | 11  | 1  | 0,09 |
| Al-Kholood Arabia Saudita | Total               | Total               | 10  | 1  | 1  | 0 | 0  | 0  | 11  | 1  | 0,09 |
| Total en su carrera | Total en su carrera | Total en su carrera | 126 | 33 | 17 | 7 | 47 | 17 | 190 | 57 | 0,30 |
| (1) Incluye datos de Supercopa de la CAF. (2) Incluye datos de Liga Europa de la UEFA. (3) No incluye goles en partidos amistosos. |                     |                     |     |    |    |   |    |    |     |    |      |

### Selección nacional
Actualizado al último partido jugado el 4 de junio de 2022.
| Selección                                | Año   | Eliminatorias | Eliminatorias | Eliminatorias | Continental | Continental | Continental | Mundial | Mundial | Mundial | Amistosos | Amistosos | Amistosos | Total | Total | Total  | Media goleadora |
| Selección                                | Año   | Part.         | Goles         | Asist.        | Part.       | Goles       | Asist.      | Part.   | Goles   | Asist.  | Part.     | Goles     | Asist.    | Part. | Goles | Asist. | Media goleadora |
| ---------------------------------------- | ----- | ------------- | ------------- | ------------- | ----------- | ----------- | ----------- | ------- | ------- | ------- | --------- | --------- | --------- | ----- | ----- | ------ | --------------- |
| Absoluta República Democrática del Congo | 2019  | —             | —             | —             | 4           | 3           | 0           | —       | —       | —       | 3         | 0         | 0         | 7     | 3     | 0      | 0,43            |
| Absoluta República Democrática del Congo | 2021  | 3             | 0             | 0             | 3           | 0           | 0           | —       | —       | —       | —         | —         | —         | 6     | 0     | 0      | 0               |
| Absoluta República Democrática del Congo | Total | 3             | 0             | 0             | 7           | 3           | 0           | 0       | 0       | 0       | 3         | 0         | 0         | 13    | 3     | 0      | 0,25            |
| Total                                    | Total | 3             | 0             | 0             | 7           | 3           | 0           | 0       | 0       | 0       | 3         | 0         | 0         | 13    | 3     | 0      | 0,25            |
| 1. 2.                                    |       |               |               |               |             |             |             |         |         |         |           |           |           |       |       |        |                 |

## Palmarés

### Títulos nacionales
| Título               | Club           | País    | Año     |
| -------------------- | -------------- | ------- | ------- |
| Copa de Turquía      | Beşiktaş J. K. | Turquía | 2023-24 |
| Supercopa de Turquía | Beşiktaş J. K. | Turquía | 2024    |